# 聖海倫斯
聖海倫斯（英語：St Helens）是英國英格蘭默西賽德郡的一个镇，擁有超過十萬的人口。在歷史上屬蘭開夏郡。聖海倫斯曾經是一座工業都市，不過現在已經轉換為一座商業都市。

## 友好城市
- 法國 索恩河畔沙隆

## 外部連結
- St Helens Chamber Chamber of Commerce （页面存档备份，存于）
- St Helens Council （页面存档备份，存于）
- Visit St Helens tourist information （页面存档备份，存于）
- St Helens & Knowsley Teaching Hospitals NHS Trust （页面存档备份，存于）